# Herbert Tröndle

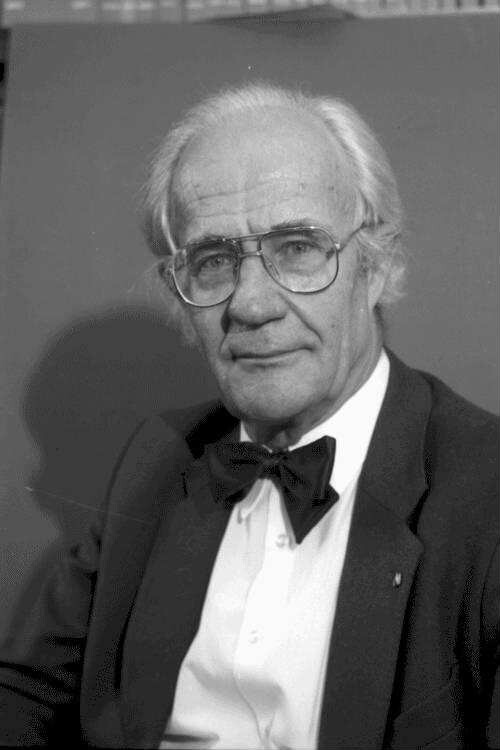
Herbert Tröndle (1988)

Herbert Tröndle (* 24. August 1919 in Kiesenbach (Landkreis Waldshut); † 1. Oktober 2017 in Waldshut) war ein deutscher Rechtswissenschaftler, Richter, Autor und Hochschullehrer.

## Leben
Sein Vater und Großvater waren Dorfschmiede. 1938 legte er sein Abitur am Waldshuter Gymnasium ab. Danach leistete er den Reichsarbeitsdienst und als Freiwilliger den Militärdienst ab. Im Zweiten Weltkrieg war er 1940  in Frankreich und 1941 als Unteroffizier an der Ostfront eingesetzt. Bald nach Beginn des Angriffs auf die Sowjetunion wurde er zum Feldwebel befördert. 1942 erhielt er das Eiserne Kreuz I. Klasse, nachdem er vorher bereits das Eiserne Kreuz II. Klasse erhalten hatte, und später das Infanterie-Sturmabzeichen sowie das Deutsche Kreuz in Gold. Im selben Jahr wurden dem zum Leutnant avancierten Tröndle nach einem Granattreffer beide Unterschenkel amputiert. 1943 wurde er zum Oberleutnant der Reserve befördert und erhielt das Verwundetenabzeichen.
Im Sommersemester 1943 begann er in Freiburg Volkswirtschaft zu studieren. Im nächsten Semester wechselte er zu Jura. Zum Wintersemester 1944/45 ging er nach Jena. Weihnachten 1944 heiratete Tröndle. Sein Studium setzte er im September 1945 in Göttingen fort. 1947 bestand er das Erste Staatsexamen „vollbefriedigend“. September 1947 trat er den Referendarsdienst in Baden an.
Er legte 1947 in Göttingen eine Dissertation über den § 814 BGB vor. Das Rigorosum bestand er 1949 im zweiten Anlauf. Das Zweite Staatsexamen bestand er 1950 mit „gut“. Anschließend wurde Tröndle Gerichtsassessor. 1953 wurde er an den Bundesgerichtshof als „Hilfsarbeiter“ abgeordnet. Ende 1953 wurde er zum Amtsgerichtsrat befördert. Anfang 1956 kehrte er an das Landgericht Waldshut zurück. Oktober 1956 trat er den Dienst beim Bundesministerium der Justiz an und war in der Großen Strafrechtskommission tätig. 1958 rückte er zum Oberlandesgerichtsrat auf. Ab 1961 arbeitete er wieder in seiner Heimat Waldshut als Landgerichtsdirektor. 1966 wurde er der Leiter der Staatsanwaltschaft Offenburg und Mitglied der Landesjustizprüfungskommission. Von 1968 bis 1985 stand er dem Landgericht Waldshut-Tiengen als Präsident vor. 1974 war er Teilnehmer der Gründungsversammlung des  Geschichtsverein Hochrhein.
1976 wurde er in die ständige Deputation des Deutschen Juristentags gewählt.
Die Rechtswissenschaftliche Fakultät der Albert-Ludwigs-Universität Freiburg, an der Tröndle bereits seit 1978 Vorlesungen zum Strafrecht hielt, ernannte ihn 1980 zum Honorarprofessor. Bis in die 1990er-Jahre hielt er seine Lehrtätigkeit aufrecht.
Am 26. Mai 1982 wurde Tröndle mit 85 von 92 Stimmen vom Landtag von Baden-Württemberg zum stellvertretenden Richter am Staatsgerichtshof für das Land Baden-Württemberg gewählt. Er amtierte bis 1991.
Tröndle starb am 1. Oktober 2017 im Alter von 98 Jahren.

## Wirken
Große Bekanntheit erlangte Tröndle vor allem als Autor juristischer Fachpublikationen. Er betreute in der Reihe Beck'sche Kurz-Kommentare den von Otto Schwarz begründeten Band Strafgesetzbuch und Nebengesetze von der 38. (1978) bis zur 49. Auflage. Seit der 50. Auflage (2001) wird er von Thomas Fischer bearbeitet. Noch bis zur 54. Auflage (2006) wurden als Namensgeber und Autoren Tröndle/Fischer genannt; seit der 55. Auflage wird allein Fischer als Verfasser aufgeführt.
Tröndle galt als konservativer Jurist. Er kritisierte die nach dem 2. Fristenregelungsurteil des BVerfG geschaffene Rechtslage zum Schwangerschaftsabbruch, weil diese Spätabtreibungen zulasse und den verfassungsrechtlich gebotenen Schutz des einzelnen ungeborenen Lebens nicht hinreichend gewährleiste. Zudem wandte er sich gegen die Gleichstellung insbesondere männlicher Homosexueller. Durch die Abschaffung des § 175 StGB werde der „etablierten Schwulenszene“ erlaubt, „die in der Pubertät und Adoleszenz befindlichen Jugendlichen für ihre Zwecke zu rekrutieren“.
Aus Anlass seines 100. Geburtstages im Jahr 2019 widmeten mehr als 50 deutsche und internationale Juristen und Theologen Tröndle eine Gedächtnisschrift, die von Beckmann, Duttge, Hillgruber, Gärditz und Windhöfel herausgegeben wurde.

## Ehrungen und Auszeichnungen
- 23. August 1941: Eisernes Kreuz II. Klasse,
- 4. März 1942: Eisernes Kreuz I. Klasse,
- Infanterie-Sturmabzeichen,
- 3. August 1942: Deutsches Kreuz in Gold
- 1943: Verwundetenabzeichen
- 1984: Großes Verdienstkreuz des Verdienstordens der Bundesrepublik Deutschland
- 1992: Verdienstmedaille des Landes Baden-Württemberg